# Kreissparkasse Rottweil
Die Kreissparkasse Rottweil ist eine Sparkasse mit Sitz in Rottweil in Baden-Württemberg. Ihr Geschäftsgebiet umfasst, mit Ausnahme der Gemeinden Schiltach und Schenkenzell, den Landkreis Rottweil. Diese Gemeinden gehören zum Geschäftsgebiet der Sparkasse Wolfach.

## Organisationsstruktur
Die Kreissparkasse Rottweil ist eine Anstalt des öffentlichen Rechts. Rechtsgrundlagen sind das Sparkassengesetz für Baden-Württemberg und die durch den Kreistag des Landkreises Rottweil erlassene Satzung. Organe der Sparkasse sind der Vorstand, der Verwaltungsrat und der Kreditausschuss.
Das Geschäftsgebiet der Kreissparkasse Rottweil ist in drei Direktionen untergliedert:
- Rottweil
- Schramberg
- Oberndorf/Sulz

## Geschäftsausrichtung und Geschäftserfolg
Die Kreissparkasse Rottweil wies im Geschäftsjahr 2023 eine Bilanzsumme von 3,547 Mrd. Euro aus und verfügte über Kundeneinlagen von 2,457 Mrd. Euro. Gemäß der Sparkassenrangliste 2023 liegt sie nach Bilanzsumme auf Rang 141. Sie unterhält 20 Filialen/Selbstbedienungsstandorte und beschäftigt 454 Mitarbeiter.